# Šachdarský hřbet
Šachdarský hřbet se rozkládá v jihovýchodní části Tádžikistánu, v Horno-badachšánské autonomní oblasti v blízkosti hranice s Afghánistánem. Je součástí pohoří Pamír, konkrétně jeho západní části. Nejvyšším vrcholem hřbetu je 6723 m vysoký pik Karla Marxe.

## Geografie
Hřeben je ze severu i jihu velmi znatelně ohraničen významnými vodními toky: na jihu Wáchánským údolím s hraniční řekou Pandž (zdrojnicí Amudarji); na severu řekou Šachdarou. Ze západu se přimyká k Iškašimskému hřebenu dolinou říčky Badomdary, na východě postupně jeho dominantnost zaniká a v sedle Charguš přechází do Jižního Aličurského hřbetu.
Šachdarský hřbet sleduje východo-západní směr, doliny z něj vybíhající mají naopak směr severo-jižní. Hřeben je výrazně zaledněný (např. ledovce Nišgar, Nispar a další).
Nejvýznamnějšími vrcholy jsou: pik Karla Marxe (6 723 m n. m.); pik Tádžikistán (6 585 m n. m.); pik Bedřicha Engelse (6 507 m n. m.) ve východní části hřebene a pik Ozbrojených sil (6 236 m n. m.) v části západní.

## Přístup a osídlení
Zejména jižní úpatí hřebene je hustě osídlené a dobře dostupné z administrativního centra Horního Badachšánu – Chorogu. Jedná se o tzv. Wáchánské údolí – významnou historickou a geopolitickou lokalitu. I severní strana hřebene je na tádžické poměry obstojně přístupná – částečně zpevněná silnice vede z Chorogu přes Roštkalu až do posledního sídla – vesnice Džavšanguz. Z této lokality vede prašná cesta protínající Šachdarský hřeben ve východní části průsmykem Mats (4432 m n. m.) a končící ve Wáchánském údolí. Skrze centrální část hřebene lze nejsnáze v letních měsících projít pěšky přes zaledněné sedlo Vrang (5067 m n. m.).
Hřeben je poměrně zřídka navštěvován horolezci, i přesto jsou téměř všechny významnější vrcholy zlezeny. Vyhledávaným cílem je pochopitelně nejvyšší pik Karla Marxe. V jeho severní stěně, stejně jako v severovýchodní stěně sousedního piku Bedřicha Engelse vede i řada horolezeckých cest s vysokou obtížností.